# La literatura española en el siglo XIX
La literatura española en el siglo XIX es una obra del escritor y religioso español Francisco Blanco García, publicada por primera vez en tres partes a finales de aquel siglo.

## Descripción
| «El análisis, musa inspiradora del siglo que, en el decurso de las maravillosas conquistas con que va ensanchando las fronteras de la ciencia, no ha sabido dejar de la mano el escalpelo y el microscopio, se interna hoy en los dominios del arte y en el alma de sus cultivadores, imponiéndoles los procedimientos de la observación experimental, reconstituye y anima las literaturas muertas, escudriñando las profundidades donde yacían sepultadas como en infranqueables capas de yacimientos seculares, y arranca á viva fuerza sus secretos á la esfinge de lo pasado» —Blanco García, en el prólogo al primer tomo |

La obra, que germinó a partir de unos escritos que engrosaron las páginas de la Revista Agustiniana, está dividida en tres partes; la primera de ellas vio la luz por primera vez en 1891, en la imprenta de Sáenz de Jubera Hermanos, sita en la madrileña calle de Campomanes.
La crítica destacó la neutralidad con la que escribía Blanco García y alabó su estilo, si bien señaló alguna que otra omisión. «Libro es el suyo de la mocedad, elegantemente escrito y, en general, con imparcialidad de juicio», subrayaba Cejador y Frauca en su Historia de la lengua y literatura castellana, en la que la describía como «la primera y mejor historia de nuestra literatura del siglo XIX». Juan Valera aplaudió «su estilo fácil, animado y sobrio, y su juicio imparcial y sereno». Elías de Molins, habiendo leído apenas los dos primeros tomos, recalcaba que «la publicación de esta obra [...] fué considerado como un suceso literario de alguna importancia». «Omisiones hay algunas. No da noticia de varios escritores de valía, y no menciona algunos trabajos serios y de buena lectura publicados en España y en el extranjero sobre la literatura española en el siglo XIX», señaló en su Ensayo de una bibliografía literaria de España y América.